# Нецбах
Нецбах (њем. Netzbach) општина је у њемачкој савезној држави Рајна-Палатинат. Једно је од 137 општинских средишта округа Рајн-Лан. Према процјени из 2010. у општини је живјело 394 становника. Посједује регионалну шифру (AGS) 7141093.

## Географски и демографски подаци
Нецбах се налази у савезној држави Рајна-Палатинат у округу Рајн-Лан. Општина се налази на надморској висини од 178 метара. Површина општине износи 3,4 km². У самом мјесту је, према процјени из 2010. године, живјело 394 становника. Просјечна густина становништва износи 116 становника/km².